# Gpg4win
Gpg4win (GNU Privacy Guard for Windows) ist ein Installationspaket für Windows zur E-Mail- und Datei-Verschlüsselung. Gpg4win ermöglicht das einfache und kostenfreie Ver- und Entschlüsseln von E-Mails, Dateien und Datei-Ordnern. Ebenso kann mittels digitaler Signaturen die Integrität und die Authentizität der verschlüsselten E-Mails und Dateien überprüft werden. Das Paket besteht aus verschiedenen Programmkomponenten und einem Handbuch.
Gpg4win wurde 2006 vom Bundesamt für Sicherheit in der Informationstechnik (BSI) in Auftrag gegeben und durch die Unternehmen Intevation GmbH, g10 Code GmbH und KDAB GmbH & Co. KG umgesetzt. Gpg4win selbst und die in Gpg4win enthaltenen Komponenten sind freie Software. Es wurde aus dem im Jahre 2001 veröffentlichten GnuPP entwickelt, das vom Bundesministerium für Wirtschaft und Technologie und vom Bundesinnenministerium gefördert wurde. Im Jahr 2019 hat das BSI Gpg4win und Gpg4KDE für die Verarbeitung von Verschlusssachen freigegeben.

## Ziel, Programmkomponenten und Versionshistorie
Ziel von Gpg4win ist es, ein aktuell gehaltenes Windows-Installationspaket für die Verschlüsselungssoftware GnuPG sowie dazu zugehöriger Anwendungen und Dokumentationen zur Verfügung zu stellen. Die in der ersten Version gepflegten Handbücher „Einsteiger“ und „Durchblicker“ wurden für die zweite Version unter der Bezeichnung „Gpg4win-Kompendium“ zusammengeführt und umfassend überarbeitet.
Im Zusammenspiel mit GnuPG in Version 2.0.x ist seit Gpg4win Version 2.0.0 die Nutzung der S/MIME-Codierung und damit neben OpenPGP beider verbreiteten E-Mail-Krypto-Standards möglich. Als gemeinsame Anwendung für die Verwaltung von Schlüsseln kommt der Zertifikatsmanager Kleopatra von KDE zum Einsatz.
Es gibt ein Bausystem („Gpg4win-Builder“), mit dem man sehr leicht selbst neue gpg4win.exe-Installer mit aktualisierten Komponenten herstellen kann.
Am einfachsten geht das unter einer Debian-GNU/Linux-Installation; auf diesem Wege können fast alle in Gpg4win enthaltenen Softwarekomponenten automatisiert per Cross-Compilation für Windows erzeugt werden.
Mit der Version 2.2.0 wird nun das Plugin „GpgOL“ auch für Microsoft Outlook in den Versionen 2010 und 2013 angeboten. Zudem unterstützt Gpg4win nun offiziell Windows 8 und das Explorer-Plugin „GpgEX“ auch 64-Bit-Betriebssysteme.
Gpg4win 2.3.0 wurde am 25. November 2015 veröffentlicht. Das Plugin „GpgOL“ ermöglicht für Outlook 2010, 2013 und 2016 das Lesen von PGP/MIME- und S/MIME-E-Mails. Mozilla Thunderbird in Kombination mit Enigmail, GPGMail oder KMail versenden standardmäßig verschlüsselte Mails im MIME-Format.
Am 5. April 2016 folgte Version 2.3.1. Gpg4win unterstützt seither die 64-Bit-Version von Microsoft Outlook.
Am 19. September 2017 kam Version 3.0.0. Seither ist der OpenPGP/MIME-Standard vollständig unterstützt. Zudem wurde der WKD-Service implementiert und Unterstützung für Elliptische-Kurven-Kryptographie (ECC) implementiert.
Am 21. Dezember 2021 wurde Version 4.0.0 veröffentlicht. Zusätzlich wird mittlerweile eine weitere Version namens GnuPG VS-Desktop mit kommerzieller Unterstützung vertrieben, welche für die Verarbeitung von Verschlusssachen der Stufe „Nur für den Dienstgebrauch“ (VS-NfD) zugelassen wurde. Durch die zahlreichen neuen Kunden von GnuPG VS-Desktop muss sich das GnuPG-Projekt mittlerweile nicht mehr durch freiwillige Spenden finanzieren.
Vier Monate später, am 26. April 2022, erschien Gpg4win 4.0.2. Dabei wurde unter anderem die Performance von Crypto-Operationen verbessert. Auch die Barrierefreiheit von Kleopatra hat in dieser Version Optimierungen erfahren. Außerdem wurde Kleopatra mit weiteren Funktionen ausgestattet, sodass es dort möglich wurde, Zertifikate zurückzurufen und die primäre Benutzerkennung zu ändern.

### Software
Das Kernstück von Gpg4win ist GnuPG, welches für die kryptografischen Operationen zuständig ist. Darüber hinaus ist folgende Software enthalten:
- „Kleopatra“: Ein Zertifikatsmanager für OpenPGP und X.509 (S/MIME); stellt einheitliche Benutzerführung für alle Krypto-Dialoge bereit,
- „GpgOL“: Eine Programmerweiterung für Microsoft Outlook 2003, 2007, 2010, 2013 und 2016 (sowohl 32- als auch 64-Bit) zur E-Mail-Verschlüsselung,
- „GpgEX“: Eine Programmerweiterung für den Microsoft Explorer (Dateiverschlüsselung) und
- „Gpg4win-Kompendium“: Handbuch zur Installation und Benutzung von Gpg4win sowie Erklärung von kryptografischen Hintergründen.

Die Gpg4win-Initiative wurde 2006 gegründet.
Als Unterschied zu den damaligen Alternativen wie dem GNU Privacy Projekt wollte Gpg4win die Pflege des Produkts durch ein besseres
Bausystem erleichtern.
Bis einschließlich Version 2.2.5 (2015) war mit „Claws Mail“ eine vollständige E-Mail-Anwendung enthalten.
Seit Version 4.1.0 ist GPA, ein weiterer Zertifikatsmanager für OpenPGP und X.509 (S/MIME), kein Bestandteil von Gpg4win mehr.

### Dokumentation
- Gpg4win-Kompendium: Eine Dokumentation über Kryptografie und Gpg4win für Einsteiger und Fortgeschrittene.

## Verarbeitung von Verschlusssachen
Im November 2019 wurde eine kommerzielle Variante von Gpg4win und Gpg4KDE (jeweils Version 3.x) namens VS-Desktop zum Übertragen und Verarbeiten nationaler Verschlusssachen bis Geheimhaltungsgrad VS-NUR FÜR DEN DIENSTGEBRAUCH (VS-NfD) freigegeben. Unter Linux ist die Kombination aus GnuPG und KMail als KDE-Mailprogramm freigegeben. Die Freigabeempfehlung gilt für die Protokolle S/MIME und OpenPGP sowie für die passwortbasierte symmetrische Verschlüsselung. Es liegt eine Zulassung für die Verarbeitung von Verschlusssachen vor, die den Einsatz einer Smartcard zum Speichern privater Schlüssel erfordert, sowie eine Freigabeempfehlung, bei der keine Smartcard vorausgesetzt ist.
Durch die Zulassung und Freigabeempfehlung kann GnuPG die Software Chiasmus ersetzen. OpenPGP und S/MIME haben gegenüber Chiasmus Vorteile. Man braucht nicht für jede Kommunikation einen eigenen Schlüssel.